# خطأ دائري محتمل

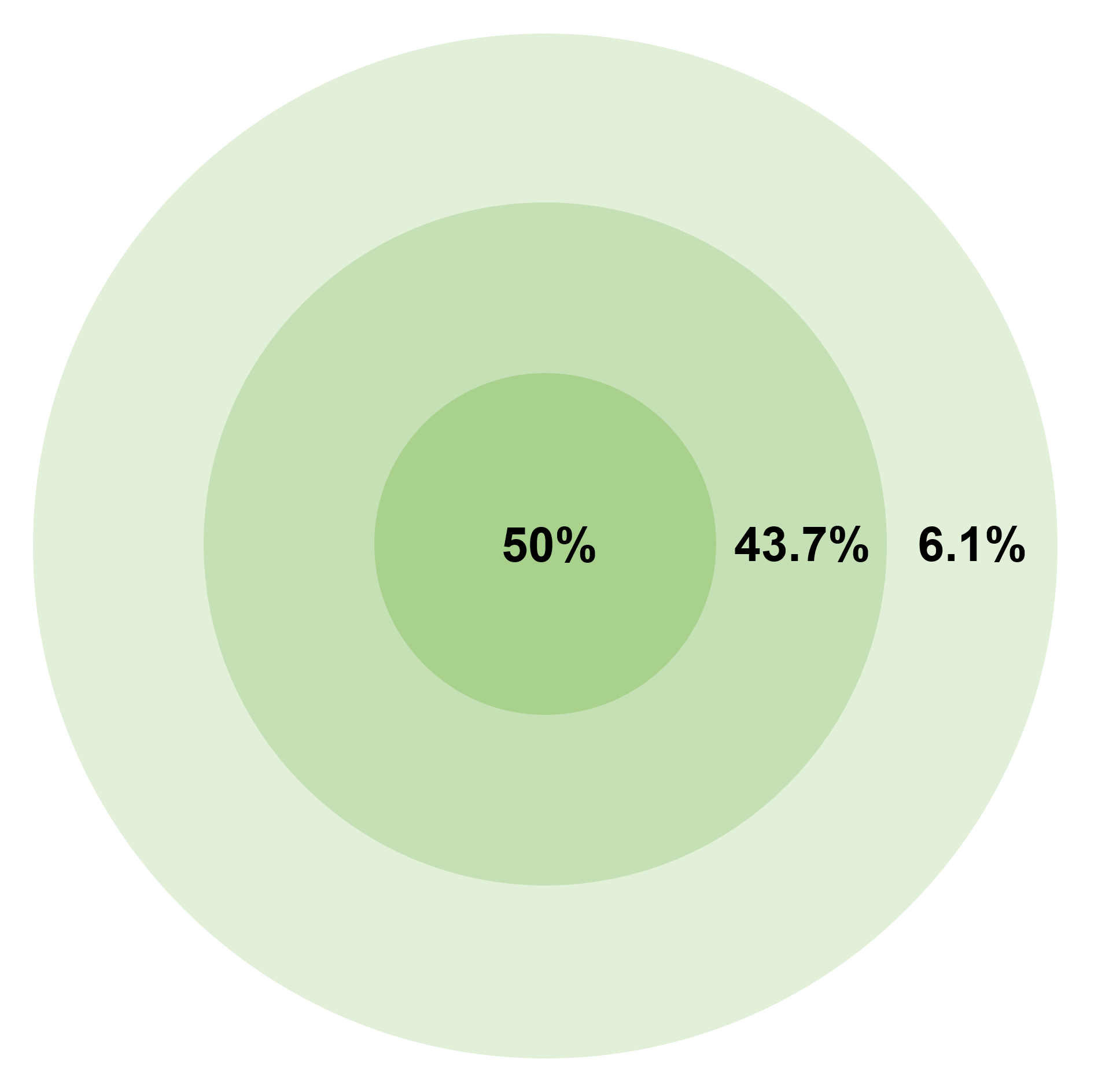

الخطأ الدائري المحتمل هو مؤشر لقياس دقة الرماية يستخدم لتحديد مدى احتمال إصابة الهدف، وهو عبارة عن رقم بالأمتار يمثل نصف قطر دائرة الهدف المتوقع سقوط نصف الرؤوس الحربية أو القذائف في حدودها.

## للقراءة أكثر
- MacKenzie، Donald A. (1990). Inventing Accuracy: A Historical Sociology of Nuclear Missile Guidance. Cambridge, MA: ميت بريس. {{استشهاد بكتاب}}: الوسيط غير المعروف |الرقم المعياري= تم تجاهله يقترح استخدام |ردمك= (مساعدة)
- Grubbs, F. E. (1964). Statistical measures of accuracy for riflemen and missile engineers. Ann Arbor, ML: Edwards Brothers.
- Daniel Wollschläger (2014), "Analyzing shape, accuracy, and precison of shooting results with shotGroups".  Reference manual for shotGroups, an لغة البرمجة آر package